# Крикет на літніх Олімпійських іграх 1900
19–20 серпня на Велодромі де Венсен відбувся турнір з крикету, який проходив у рамках Літніх Олімпійських ігор 1900 року. Єдиний матч турніру був зіграний між командами, що представляли Велику Британію та Францію, в якому перемогла команда Великої Британії. Команда французького клубу включала щонайменше 11 громадян Великої Британії, двоє з яких народилися у Франції, і тому вона вважається змішаною командою.
Спочатку команди, що представляли Бельгію, Францію, Велику Британію та Нідерланди, мали змагатись у турнірі.
Після зняття Бельгії та Нідерландів з турніру, Велика Британія могла зіграти з Францією в одному єдиному матчі. Жодна з команд не була відібрана на національному рівні: британська команда була гастролюючим клубом «Девон і Сомерсет Вондерерс». Тоді як французька команда це союз французьких спортивних товариств, який складався переважно з британських експатріантів, які проживають у Парижі.
Це була єдина олімпіада, де крикет був частиною офіційної програми. 

## Передумова
Крикет був запланований як подія на перших сучасних Олімпійських іграх, літніх Олімпійських іграх 1896 року, внесених до початкової програми Ігор в Афінах, але через недостатню кількість заявок подію було скасовано.
Через чотири роки на Паризьких іграх також не вистачало заявок: Бельгія та Нідерланди знялись з турніру з крикету.
Їх вихід залишив лише Велику Британію та приймаючу країну, Францію.
Трохи випадковий характер турніру з крикету був відображення решти Олімпійських ігор 1900 року: події відбувалися протягом шести місяців з травня по жовтень і, як і самі Ігри, часто вважалися частиною Всесвітньої виставки, яка проходила у Парижі з 15 квітня по 12 листопада 1900 р.

## Вибір команд
Жодна зі сторін не проходила національний відбір. Велику Британію, або Англію, як їх називали в рекламних афішах, представляли гастрольні клуби «Девон» і «Сомерсет Вандерс». Команда, створена Вільямом Донном у 1894 році для туру по острову Вайт, завершила п'ять інших турів перед поїздкою до Франції. «Вандерс» були сформовані в основному з гравців крикетного клубу «Касл Кері», п'ять з яких зіграли в матчі, а також включали чотирьох колишніх вихованців державної школи Бланделла в Девоні. Команду завершили гравці з околиць, які змогли піти від ділових та особистих зобов'язань протягом двотижневого періоду туру. У журналі олімпійської історії Ян Бьюкенен описує, що обидві сторони «складалися з явно середніх гравців у крикет». У першокласний крикет грали лише два члени «Вондерерс» і жоден з французької. Монтегю Толлер грав шість разів за крикетний клуб округу Сомерсет, усі у 1897 році, в той час як Альфред Бауерман грав за Сомерсет один раз у 1900 році та знову в 1905 році.
Французька команда була офіційно сформована з усіх клубів-членів союзу французьких спортивних товариств. Декілька з цих клубів насправді мали команди з крикету, і тому в кінцевому підсумку команда була обрана лише з двох клубів: Union Club і Standard Athletic Club. Обидві сторони мали сильний англійський вплив, і більшість гравців, які виступали за Францію в Олімпійському матчі, були британцями. Атлетичний клуб Standard був створений десятьма роками раніше англійськими робітниками, які переїхали в країну, щоб допомогти будувати Ейфелеву вежу.

## Події після матчу
«Девон» і «Сомерсет Вондерерс» зіграли ще два матчі під час свого туру по Франції, обидва одноденні, і виграли обидва.
Жодна з команд не усвідомлювала, що брала участь в Олімпійських іграх, оскільки цей матч був анонсований як частина всесвітньої виставки. Хоча МОК ніколи не вирішував, які змагання були «олімпійськими», а які ні, медалі, завойовані командами, пізніше були підвищені до золота для Великої Британії та срібла для Франції.
Заплановані змагання з крикету на літніх Олімпійських іграх 1904 року, що проходили в Сент-Луїсі, були скасовані в короткий термін через відсутність заявок та умов: відтоді цей вид спорту не був включений до Олімпійських ігор.

## Медалісти
| Дисципліна | Золото | Срібло |
| ---------- | --- | --- |
| Крикет     | «Девон» і «Сомерсет Вондерерс» · Велика Британія Чарльз Бічкрофт (капітан) Артур Біркетт Альфред Бауерман Джордж Баклі Френсіс Берчел Фредерік Крістіан Гаррі Корнер Фредерік Камінг Уильям Донн Альфред Паулеслєнд Джон Саймс Монтагу Толлер | Союз французьких спортивних товариств · Змішана команда Уильям Уоллес Андерсон Уильям Аттріль Джон Брейд У. Браунінг Роберт Орн Тімоті Жордан Артур Мак-Івой Дуглас Робінсон Ф. Роке Альфред Шнейдо Анрі Террі Філліп Томалін (капітан) |